# Spionida
Spionida – rząd wieloszczetów z infragromady Canalipalpata, zaliczanej do Palpata. Bywa też traktowany jako podrząd zsynonimizowany z Canalipalpata.

## Taksonomia i opis
Dawniej zaliczano tu 3 podrzędy: Chaetopteriformia, Spioniformia i Cirratuliformia. Wówczas cechami rzędu były: wyraźne prostomium pozbawione przydatek lub z czułkiem potylicznym, para lub dwie grupy zagłębionych głaszczków gębowych, umieszczonych na prostomium lub przednim segmencie, obecne czasem u podstawy głaszczków mackowate cirri, wszystkie szczecinki proste oraz parapodia w pełni rozwinięte lub zredukowane.
Obecnie Chaetopteriformia nie są wyróżniane jako poprawny takson, Cirratuliformia zostały przeniesione do rzędu Terebellida, a jedynym podrzędem Spionida (sensu Rouse et Fauchald, 1997) pozostają Spioniformia.
Obok wyżej wymionych cech Spioniformia charakteryzują zawsze nieobecne uncini, głaszczki położone na styku prostomium i peristomium oraz przynajmniej niektóre parapodia w pełni rozwinięte.

## Systematyka
Do jedynego podrzędu, Spioniformia, zalicza się następujące rodziny:
- Aberrantidae Wolf, 1987
- Apistobranchidae Mesnil & Caullery, 1898
- Longosomatidae Hartman, 1944
- Magelonidae Cunningham & Ramage, 1888
- Poecilochaetidae Hannerz, 1956
- Spionidae Grube, 1850
- Trochochaetidae Pettibone, 1963
- Uncispionidae Green, 1982